# 绥宁地蛛
绥宁地蛛（学名：Atypus suiningensis）为地蛛科地蛛属的动物。在中国大陆，分布于湖南等地，生活习性为穴居。该物种的模式产地在湖南。